# Abelmoschus manihot
Abelmoschus manihot (Aibika) é uma planta da família da malva (Malvaceae). Era uma planta que pertencia ao gênero do Hibiscus, mas atualmente é incluso no Abelmoschus.
No Japão ela é conhecida como Tororo aoi e é usada para fazer neri, uma substância utilizada para fazer o Washi.